# Hannoversches Online-Bibliothekssystem
Das Hannoversches Online-Bibliothekssystem (HOBSY) in Hannover ist ein Mitte der 1990er Jahre geschaffenes, EDV-gestütztes System zur Online-Recherche und Ausleihung von Büchern der wissenschaftlichen Bibliotheken sowie den Stadtbüchereien Hannovers. Voraussetzung für die Ausleihe vor Ort ist ein Benutzerausweis für den lokalen Verbundkatalog.
Das Rahmenkonzept für den OPAC wurde ab August 1987 durch vier wissenschaftliche sowie der Stadtbibliothek Hannover geschaffen. Die Einführung des Bibliothekssystems OCLC PICA erfolgte durch ministeriellen Erlass vom August 1992. Seit Ende 1994 erfolgte eine einheitliche Indexierung der beteiligten Online-Kataloge, so dass seit 1997 ein Gemeinsamer Katalog online im Internet zur Verfügung gestellt werden konnte.
Zum Verbund gehören:
- Stadtbibliothek Hannover
- Gottfried Wilhelm Leibniz Bibliothek (Niedersächsische Landesbibliothek)
- Technische Informationsbibliothek der Gottfried Wilhelm Leibniz Universität Hannover
- Bibliothek der Gottfried Wilhelm Leibniz Universität Hannover am Königsworther Platz
- Bibliothek des Niedersächsischen Landtags
- Bibliothek im Kurt-Schwitters-Forum
- Bibliothek der Hochschule Hannover
- Teilbibliothek der Hochschule für Musik und Theater Hannover (Neues Haus früher am Emmichplatz)
- Bibliothek der Medizinischen Hochschule Hannover
- Bibliothek der Tierärztlichen Hochschule Hannover
- Bibliothek des Landeskirchenamtes der Evangelisch-lutherischen Landeskirche Hannover
- Bibliothek des Michaelisklosters Hildesheim/Ev. Zentrum für Gottesdienst und Kirchenmusik

Zusätzlich sind Recherchen möglich bei den folgenden Systemen:
- Gemeinsamer Verbundkatalog (GVK) der norddeutschen Bibliotheken
- Karlsruher Virtueller Katalog (KVK)
- Online Contents (OLC) (Zeitschriftenaufsätze ab 1993)